# Marian Matera
Marian Matera (ur. 8 lutego 1937 w Chełmie, zm. 15 kwietnia 2012) – polski ślusarz i działacz socjalistyczny, poseł na Sejm PRL VI i VII kadencji.

## Życiorys
Uzyskał wykształcenie zasadnicze zawodowe. W 1954 pracował w brygadzie Powszechnej Organizacji „Służba Polsce”, od 1955 w Rejonie Eksploatacji Dróg Publicznych w Chełmie, a od 1960 w Kombinacie Cementowym „Chełm”. Tam ukończył kurs suwnicowych i ślusarski. W 1964 został brygadzistą w wydziale mechanicznym. Był tam tokarzem-suwnicowym, a od 1968 ślusarzem narzędziowym w narzędziowni.
W 1952 przystąpił do Związku Młodzieży Polskiej, a w 1956 do Polskiej Zjednoczonej Partii Robotniczej. Był przewodniczącym Zarządu Zakładowego ZMP w Rejonie Eksploatacji Dróg Publicznych. W 1964 wstąpił do Związku Młodzieży Socjalistycznej. W 1966 został I sekretarzem OOP PZPR i Zakładowym Społecznym Inspektorem Pracy. Zasiadał w Komitecie Wojewódzkim partii w Chełmie. W 1972 i 1976 uzyskiwał mandat posła na Sejm PRL w okręgu Chełm. Przez dwie kadencje zasiadał w Komisji Pracy i Spraw Socjalnych. Ponadto w trakcie VI kadencji zasiadał w Komisji Budownictwa i Gospodarki Komunalnej, a w trakcie VII w Komisji Budownictwa i Przemysłu Materiałów Budowlanych.
Zmarł 15 kwietnia 2012 i został pochowany na cmentarzu parafialnym przy ulicy Lwowskiej w Chełmie.

## Odznaczenia
- Srebrny Krzyż Zasługi
- Odznaka 1000-lecia Państwa Polskiego
- Medal 30-lecia Polski Ludowej
- Srebrne Odznaczenie im. Janka Krasickiego